# Casa de Dameto
La casa de Dameto fue una casa nobiliaria del Reino de Mallorca originaria de Florencia. Sus miembros fueron ciudadanos destacados, caballeros y militares, y desde el xvii fue vinculada al título de marqués de Bellpuig. A la muerte de Juana Adelaida de Rocabertí Dameto y de Verí en 1899 terminó la rama principal de los Dametos, marqueses de Bellpuig, y el título pasó a la familia Satorras. Actualmente es continuadora una rama menor escindida en el xvi, ya sin los títulos nobiliarios. Fue una de las Nueve Casas. Sus posesiones han dejado huella en la toponimia mallorquina a lo largo de la historia, como Son Catlar d'en Dameto (Campos) y Son Dameto (Esporlas); en Palma, la barriada de Son Dameto también tiene su origen en una antigua posesión de la familia. También en Palma, la casa solariega de una rama menor recibe el nombre de Can Dameto de la Quartera, mientras que la de la rama mayor era llamada Cal Marquès de Bellpuig. La antigua puesta en Campos de una rama de la familia también recibe el nombre de Can Dameto.

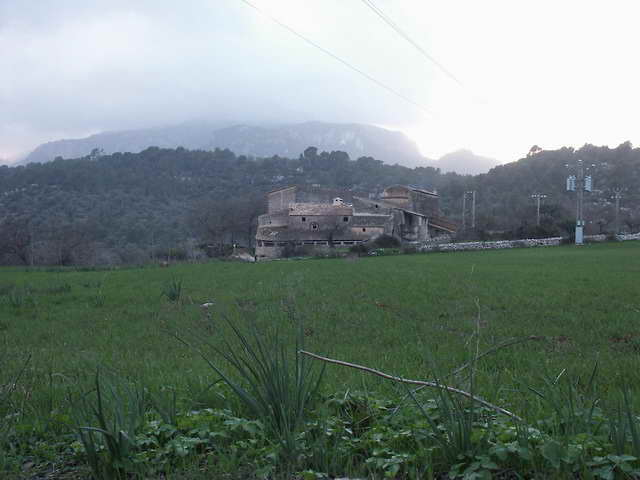
Son Dameto (Esporlas)

## Orígenes
La casa fue fundada por Nicolino Dameto, un ciudadano florentino establecido en la ciudad de Mallorca hacia 1348 y casado con Catalina de Monzón. Fue síndico de Aragón en 1365, y dejó dos hijos: Paganino y Nicolino Dameto y de Monzón, ambos ciudadanos de Mallorca. Con los nietos de Paganino acabó su línea; Nicolino, jurado ''en cap'' en 1414, se casó con Margalida Vivot y tuvo dos hijos, Nicolás y Juan, que fundaron sendas ramas. La de Nicolás entroncó con los Pardo, y se extinguió durante las Germanías. La línea de Joan Dameto y de Vivot continuó con su hijo Albertí Dameto y de Capcir, quien adquirió 1442 el honor de Bellpuig a Berenguer de Vivot y testó en 1444, instituyendo dos fideicomisos sobre la Alquería Blanca y sobre Bellpuig de Artá. El primer fideicomiso fue para su hijo Joan Dameto y de Pacs, y cuando la línea acabó la sucesión dos generaciones más tarde, el fideicomiso de la Alquería Blanca pasó a la rama mayor, la de Damian Dameto y de Pacs, hermano de Joan y señor de Bellpuig, muerto hacia 1465.

## Genealogía
La casa de Dameto se dividió en dos grandes ramas en el xvi con Albertín y Pere Dameto y Descatlar, bisnietos de Damián Dameto y de Pacs. Albertín, que sirvió al rey Carlos en la jornada de Argel y murió en 1571, fue señor de Bellpuig y se casó con Lucrecia Cotoner y Sureda de Sant Martí, quienes fueron padres de Joan Dameto y Cotoner, cronista del Reino de Mallorca, y Albertí Dameto y Cotoner (1566-1635). Este último fue gobernador de toda la caballería del Reino y caballero de la Orden de Santiago, y en 1625 Felipe IV le concedió el título de marqués de Tornigo, sobre sus territorios en el Milanesado. Casado con Isabel de Quint y de Burgués en 1583, fueron padres de Albertí Dameto y de Quint, quien heredó el título de marqués de Tornigo de su padre. Pero el mismo Felipe IV en 1637 extinguió este título y elevó a la categoría de marquesado el territorio de Bellpuig de Artá con la concesión de jurisdicción civil y criminal sobre sus posesiones en Artá y en Buñola, y así nació el marquesado de Bellpuig. Albertí se casó con Bárbara de Vivot y de Malferit, y de este matrimonio nació Antoni Dameto y de Vivot (1605-1638), caballero de la Orden de Alcántara, quien no heredó los títulos del padre porque murió antes que el padre. Estaba casado con Beatriz de Rocabertí y de Boixadors, y fueron padres de dos hijos que iniciaron casas separadas.
El hijo mayor, Albertín Dameto y de Rocabertí (1627-1661), fue el segundo marqués de Bellpuig, y fue padre de Pedro Dameto Espanyol, nacido en 1655 y tercer marqués de Bellpuig, quien tuvo una hija, Margalida Dameto y Nunis de Santjoan, que no le pudo suceder porque el título estaba fideicomitido agnaticiamente, y así el título pasó al hermano de su padre, Albertín Dameto y Espanyol (1658-1727), caballero de la Orden de Calatrava y casado con Beatriz de Salas. Al morir sin hijos legítimos, la línea comenzada por Albertín Dameto y de Rocabertí se extinguió, y el marquesado pasó a la rama iniciada por su hermano pequeño, Antoni Dameto y de Rocabertí (1631-1718). Su hijo Francisco Dameto y de Togores, nacido en 1675 y casado con su sobrina Margarita Dameto y Nunis de Santjuan, fue el heredero de Albertín Dameto y Espanyol y, por tanto, marqués de Bellpuig. Su hermano mayor Antoni Dameto y de Togores continuó con la línea fideicomisaria y acabó con su bisnieta, Francisca Dameto y Sureda, casada con José Quint Zaforteza y Sureda.

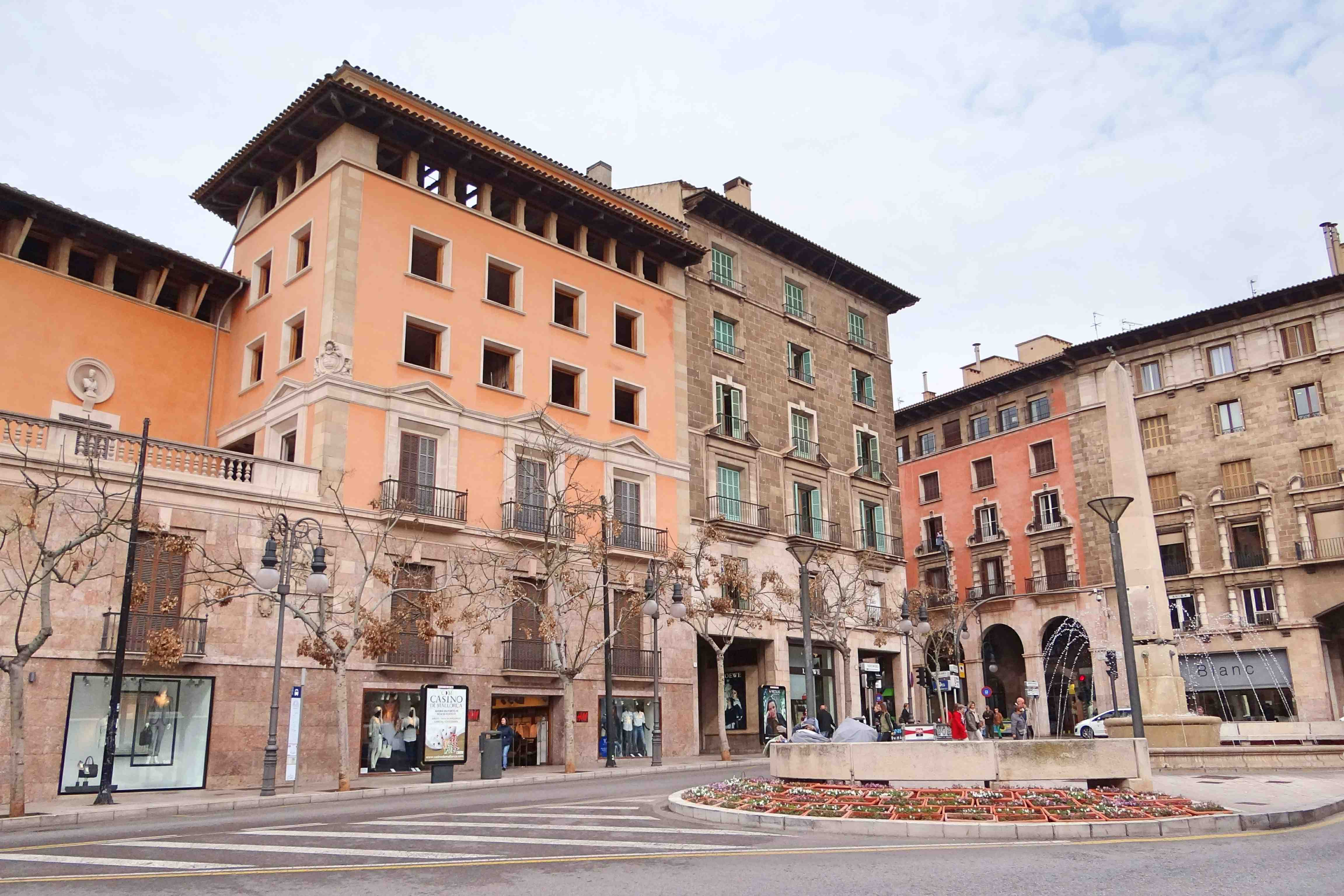
A la izquierda, la fachada, muy modificada, de Cal Marquès de Bellpuig

La rama principal continuó con Antonio Dameto y Dameto (1723-1805), marqués de Bellpuig y concejal perpetuo de Palma. Tuvo varios hijos: Francisco, Juan (caballero de la Orden de Malta), Nicolás (comendador de Malta), Ramón (comendador de Malta) y Antonio (también comendador de Malta). Antonio, casado con Ana Cotoner y Despuig, fue alguacil mayor de la Real Audiencia y su descendencia acabó en su bisnieta María Dameto Fuster, esposa de Francisco de Satorras, padres de Pedro Satorras, en el que acabaría el marquesado de Bellpuig cuando se extinguió la línea mayor. Pero dicha línea mayor de momento continuó por el dicho Francisco Dameto Despuig (1748-1828), militar destacado y sucesor en el título de marqués de Bellpuig. Se casó con Concepción Crespí de Valldaura y Lezquina, hija de los condes de Orgaz, Castrillo y Sumacàrcer. Su hijo, Antonio María Dameto y Crespí de Valldaura, se casó con Juana de Rocabertí Boixadors i Cotoner, condesa de Peralada, marquesa de Anglesola,vizcondesa de Rocabertí y condesa de Savellà, y añadió el linaje de los Rocabertí de la esposa al suyo, por lo que empezó el linaje Rocabertí de Dameto. Murió en 1825 sin haber podido suceder al padre como marqués de Bellpuig, de modo que el heredero fue su hijo Francisco de Rocabertí Dameto y de Boixadors, el primero en reunir los títulos de marqués de Bellpuig, conde de Peralada y Savellà y vizconde de Rocabertí. Se casó con Margarita de Verí y de Salas. Tuvieron dos hijos varones: Antonio, fallecido en 1887, y Tomás, fallecido en 1898; pero no tuvieron sucesión y la heredera fue su hermana Juana Adelaida. Ésta se casó con Ramón Despuig y Fortuny, conde de Montenegro y Montoro, pero tampoco tuvieron sucesión, de modo que los títulos de Peralada, Savellà y Rocabertí pasaron a Juan Miguel Sureda y de Verí, sexto marqués de Vivot como nieto paterno de Ana de Pacs Boixadors i Cotoner, baronesa de Bunyolí y hermana de Juana de Rocabertí Boixadors i Cotoner; el marquesado de Anglesola pasó a Casa de Cotoner; en cambio, el marquesado de Bellpuig pasó a Pedro Satorras y Dameto como tataranieto de Antonio Dameto y Despuig, hermano de Francisco y marqués de Bellpuig. Por su parte, los títulos de Ramón Despuig, esposo de Joana Adelaida, terminaron en los marqueses de la Torre, los cuales también heredaron el patrimonio (no los títulos) de los Dameto. De esta manera terminó la casa mayor de los Dameto, cuya casa solariega, llamada Can Bellpuig, Can Dameto o Cal Marqués de Bellpuig, estaba situada entre las calles de San Cayetano, de Can Cifre y de Can Granada y la plaza de las Tortugas; fue heredada por los Truyols, marqueses de la Torre, y profundamente reformada en los años cincuenta con la reforma de Jaime III. Anteriormente habían tenido casa en la calle de las Capuchinas (actualmente conocida como Can O'Neill) y en la calle de Sant Feliu (actualmente Can Quint o Can Fortesa).

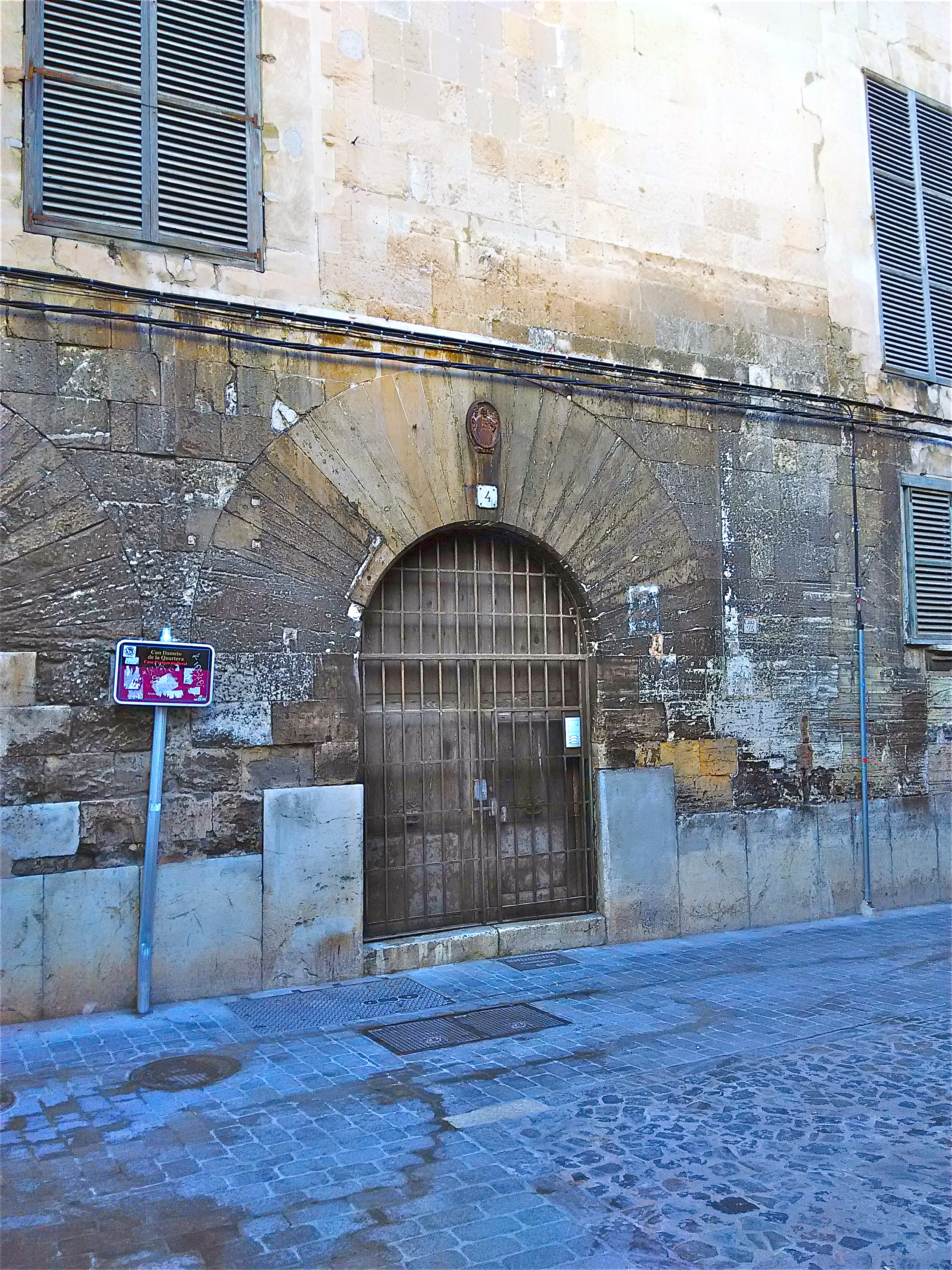
Can Dameto de la Quartera (Palma)

La casa de Dameto que subsiste es la que fue iniciada a finales del XVI por Pere Dameto y Descatlar, hermano de Albertín. Por razones de un fideicomiso, su hijo Jorge Dameto y de Quint pasó a apellidarse Dezcatlar Dameto, y lo mismo con sus herederos. Jordi se casó con Jeronia de Puigdorfila y de Maixella, y tuvo varios hijos. Por un lado, el primogénito Mateu Descatlar Dameto y de Puigdorfila, continuador de la línea fideicomisaria de Catlar. Por otro lado, el segundo, Miquel Dameto y de Puigdorfila, cuyo hijo, Jorge Dameto y Tril·li, murió sin hijos varones. El tercero, Juann Dameto y de Puigdorfila, se casó con Juana Simonet y testó en 1666; su línea terminó en 1799 con la muerte de Nicolás Dameto Simonet y de Pueyo. El cuarto, Albertín Dameto y de Puigdorfila, fallecido en 1601, se casó con Magdalena Cervera, y tuvieron un hijo, Juan, quien tuvo dos matrimonios. Con Isabel Palou Moranta tuvo una hija, Cecilia Dameto Palou, muerta en 1641 sin sucesión; con Jerònia Genoví y de Pujals tuvo Beatriz Dameto Genoví, casada 1661 con el doncel Antoni Ferrer de Sant Jordi y Fons, de la casa de los Ferrer de Sant Jordi.
El citado primogénito, Mateo Dezcallar Dameto y de Puigdorfila, se casó con Ana Burguet, titular del señorío de la caballería de Llodrà (Manacor). El hijo, Jorge Dezcallar Dameto y Burguet, señor de Llodrà, se casó con Juana Rossiñol y fue padre de Nicolás Dameto y Rossiñol, señor de Llodrà y doncel de Mallorca. También fue padre de Miguel Dameto, iniciador de una línea bastarda. Nicolás se casó con Eufrosina Vallespir y Trobat Malferit, hija del ciudadano militar Juan Francisco Vallespir, del que heredó varios fideicomisos y, entre otros, una residencia en Palma actualmente conocida como Can Dameto de la Quartera, que se convirtió en la casa solariega de la rama menor de los Dameto. Su hijo, Jorge Dezcallar Dameto y Vallespir, fallecido en 1751, fue señor de Llodrà, filipista, musicólogo y protector del pintor Mesquida. Se casó con Magdalena Gual y Garriga, heredera de fideicomisos de los Garriga. En 1990 el heredero de la casa era Nicolás Dameto de Squella.

## Grandezas de España y títulos del Reino

### Títulos cuyo primer concensionario ha sido un Dameto
- Bellpuig, marquesado de.

### Títulos ostentados por miembros de la casa
- Anglesola, marquesado de.
- Perelada, condado de. (GdE)
- Rocabertí, vizconde de.
- Zavellá, conde de.